# Aqüeducte de Santa Llúcia
L'aqüeducte de Santa Llúcia també conegut com a aqüeducte de Morella o séquia Reial, se situa al municipi de Morella, a la comarca dels Ports.
Es tracta d'una infraestructura hidràulica d'estil gòtic construïda entre els segles xiii i xiv.

## Història
El 1273, Jaume I va donar la deu de Vinatxos per al proveïment d'aigua a la ciutat de Morella, que fins aleshores només tenia la d'Avellaneda i la del Romeu, i la bassa del Poll i la bassa del Prat dintre del nucli urbà.
El 1315, Jaume el Just va autoritzar el Consell de Morella a construir un aqüeducte que portés l'aigua de la font de Vinatxos fins al Pla de Sant Llàcer (o de Santa Llúcia). El 1338 es va construir la successió actual d'arcs, i el 1359 es va aconseguir que l'aigua arribés al Pla del Sol (avui font Vella).
Al llarg de la història, l'aqüeducte ha hagut de ser reparat en diverses ocasions El 1391 en van caure alguns arcs pròxims a l'ermita de Santa Llúcia, que van ser reparats per Guillem Palma. El 1421 es van destinar algunes quantitats econòmiques per a les obres dels arcs de la Pedrera. I novament el 1739 es van fer obres de reforç de murs. Encara el 1845 l'Ajuntament de Morella apel·lava a la reconstrucció dels trams caiguts.

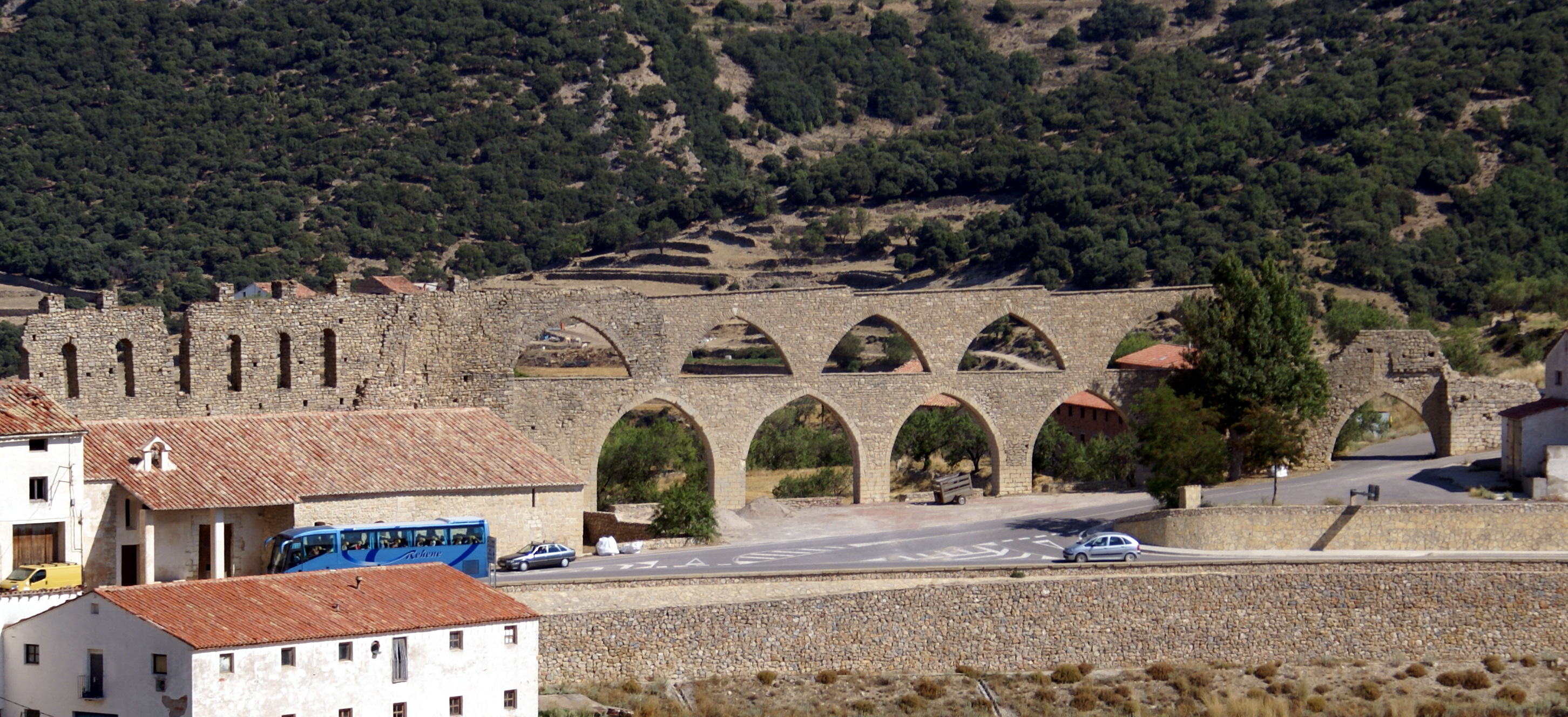
Aqüeducte de Santa Llúcia des de la muralla de Morella

A mitjan segle xx, es modernitza la canalització introduint un tub de polietilè al túnel per evitar les pèrdues d'aigua. L'ús d'aquesta canalització per al regatge agrícola és conegut fins als anys 60. Els moviments de terres de l'obra de la nova carretera, l'any 1992, destrueixen un gran tram de canalització soterrada, i es perd qualsevol rastre de l'inici de l'aqüeducte.

## Característiques
Es tracta d'un aqüeducte que permetia l'arribada d'aigua des de l'aqüífer de la font de Vinatxos a la plaça de la Font, al nucli urbà de Morella, on es localitza la cisterna. Al llarg del recorregut de l'aqüeducte, la solució estructural es va adaptant a la topografia. Així, on les corbes de nivell ho permeten, l'obra es recolza directament sobre el terreny, creant una gran canalització de maçoneria que són els túnels. Al contrari, quan cal salvar una vall, s'aixequen grans estructures d'arcs sobre les quals continua la canalització. Són obres lineals d'arcs de mig punt i ogivals, realitzats amb maçoneria i carreus, que donen l'alçada que possibilita fer córrer l'aigua. Existeixen dos trams d'arcs, el de la Pedrera i el de Santa Llúcia. Una vegada al nucli urbà, l'aigua arriba a la cisterna a la plaça de la Font.

## Parts integrants
- Font de Vinatxos: és el punt de captació d'aigua de l'aqüífer, i que actualment és un abeurador per a bestiar.
- Túnels: trams enterrats composts per dues parets de maçoneria paral·leles, cobertes per una volta de mig canó, per l'interior del qual discorria l'aigua sobre una filera de canals de pedra tallada. No se'n conserven tots els trams.
- Arcs de Santa Llúcia: compost per dues sèries superposades d'arcs ogivals, té una longitud de 120 metres, un gruix d'1 metre i una alçada de 14,50 metres. Realitzats en carreus i maçoneria.
- Arcs de la Pedrera: compost per dues sèries superposades d'arcs (els del cos inferior són ogivals, i els del superior de mig punt), té una longitud de 140 metres, un gruix d'1 metre i una alçada de 13 metres. Realitzats en carreus i maçoneria.
- Cisterna: dipòsit de grans dimensions i façana monumental, sobre el qual es troba la plaça Vella, que conserva el paviment medieval de pedra. De la façana de la cisterna surt un broc que vessava l'aigua als abeuradors, que es troben molt deteriorats.